# Ніно Нідеррайтер
Ніно Нідеррайтер (нім. Nino Niederreiter, нар. 8 вересня 1992, Кур) — швейцарський хокеїст, правий крайній нападник клубу НХЛ «Вінніпег Джетс». Гравець збірної команди Швейцарії.

## Ігрова кар'єра

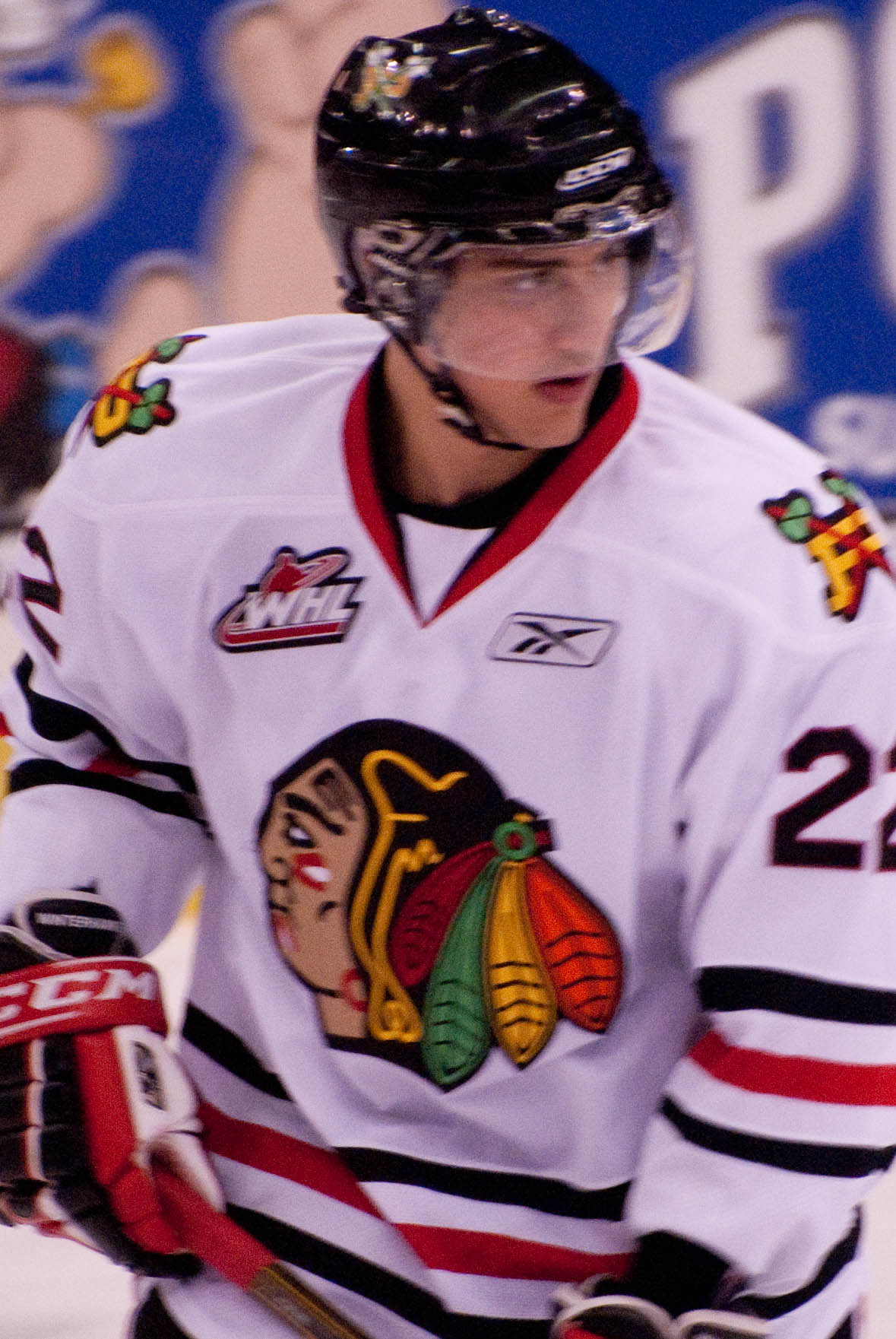
Ніно Нідеррайтер під час виступів у складі «Портленд Вінтергокс».

Хокейну кар'єру розпочав на батьківщині 2006 року виступами за команду юніорську команду клубу «Давос». Незважаючи на свій вік (16 років) Ніно одразу став лідером команди. Вже наступного сезону юніор дебютує в молодіжній команді, а в сезоні 2008/09 і в основному складі «Давосу».
Влітку 2009 покидає Швейцарії та переїздить до Північної Америки, де проводить сезон у складі команди «Портленд Вінтергокс» (ЗХЛ). У середині сезону Ніно обирають до матчу всіх зірок Канадської хокейної ліги. Загалом за підсумками сезону він посів 18-у сходинку серед усіх бомбардирів ЗХЛ, а серед новачків ліги в нього другий результат. У 13 матчах плей-оф Нідеррайтер набрав 16 очок (8 + 8) це другий результат в клубі. Також за підсумками сезонами увійшов до другої команди всіх зірок ЗХЛ.
2010 року був обраний на драфті НХЛ під 5-м загальним номером командою «Нью-Йорк Айлендерс» це найкращий результат для швейцарців за весь час існування драфту НХЛ, Ніно обійшов за цим показником Майкла Різена, якого обрали під 14-й загальним номером на драфті 1997.
Влітку 2010, Нідеррайтер уклав трирічний контракт з «остров'янами». 9 жовтня 2010, дебютував у НХЛ ставши наймолодшим дебютантом «Айлендерс». 13 жовтня 2010, закидає свою першу шайбу в ворота Міхала Нойвірта в матчі проти «Вашингтон Кепіталс». Цей гол Ніно закинув у віці 18 років та 35 днів ставши наймолодшим голеадором «Айлендерс» та п'ятим гравцем з моменту розширення ліги з 1967 року. Список очолює Олександр Барков (18 років, 31 день), Грант Малвей (18 років, 32 дня), Джордан Стаал (18 років, 32 дня) та Патрік Марло (18 років, 34 дня).
28 жовтня 2010, Нідеррайтер повернувся до клубу «Портленд Вінтергокс».
Наступний сезон Ніно провів у складі «остров'ян» граючи переважно в четвертій ланці разом з ветеранами команди Марті Різонером та Джеєм Пандолфо.
Під час локауту в сезоні 2013/13, Нідеррайтер виступав у складі «Бріджпорт Саунд Тайгерс» (АХЛ) у складі якого провів і наступний сезон.
30 червня 2013, Ніно перейшов до клубу «Міннесота Вайлд» у складі якого одразу закріпився в основі.
17 квітня 2014, Нідеррайтер зіграв першу гру в плей-оф НХЛ у матчі проти «Колорадо Аваланч». У цій серії Ніно в семи матчах відзначився два рази в тому числі одного разу в овертаймі. 
11 вересня 2014, Нідеррайтер підписав трирічний контракт на суму $ 8 мільйонів доларів з «Міннесота Вайлд».
Сезон 2015/16, Ніно провів в третій ланці, де його партнерами були Ерік Гаула та Джейсон Помінвіль, а за результатами він майже нічим не поступився лідерам команди Заку Парізе та Чарлі Койлу.
30 липня 2017 року Нідеррайтер погодився на новий п’ятирічний контракт з «Міннесота Вайлд».
17 січня 2019 року Нідеррайтера обміняли на Віктора Раска з команди «Кароліна Гаррікейнс».
21 липня 2022 року Ніно, як вільний агент перейшов до клубу «Нашвілл Предаторс» уклавши дворічну угоду. 25 лютого 2023 року швейцарця обміняли до клубу «Вінніпег Джетс», в обмін на вибір у другому раунді драфту НХЛ 2024.
4 грудня 2023 року Нідеррайтер перепідписав трирічний контракт із «Джетс».

## Збірна
У складі юніорської збірної Швейцарії учасник чемпіонатів світу 2008 і 2009. У складі молодіжної збірної Швейцарії учасник чемпіонатів світу 2010 і 2011. 
У складі національної збірної Швейцарії учасник зимових Олімпійських ігор 2014, учасник чемпіонатів світу 2009, 2010, 2012, 2013, 2015, 2018, 2019, 2023 та 2024.
Тричі ставав срібним призером чемпіонату в 2013, 2018 та 2024 роках.
У складі збірної Європи брав участь у Кубку світу 2016.

## Нагороди та досягнення
- Чемпіон Швейцарії в складі «Давос» — 2009.

## Статистика

### Клубні виступи
| 2006–07      | «Давос» U18               | ЮЕЛ          | 32  | 43  | 19  | 62  | 38  | —  | —  | —  | —  | —  |
| 2007–08      | «Давос» U18               | ЮЕЛ          | 32  | 39  | 26  | 65  | 62  | —  | —  | —  | —  | —  |
| 2007–08      | «Давос» U20               | МЕЛ          | 5   | 5   | 1   | 6   | 4   | —  | —  | —  | —  | —  |
| 2008–09      | «Давос» U18               | ЮЕЛ          | 6   | 6   | 6   | 12  | 6   | —  | —  | —  | —  | —  |
| 2008–09      | «Давос» U20               | МЕЛ          | 30  | 20  | 14  | 34  | 44  | —  | —  | —  | —  | —  |
| 2008–09      | «Давос»                   | НЛА          | —   | —   | —   | —   | —   | 3  | 0  | 1  | 1  | 0  |
| 2009–10      | «Портленд Вінтергокс»     | ЗХЛ          | 65  | 36  | 24  | 60  | 68  | 13 | 8  | 8  | 16 | 16 |
| 2010–11      | «Нью-Йорк Айлендерс»      | НХЛ          | 9   | 1   | 1   | 2   | 8   | —  | —  | —  | —  | —  |
| 2010–11      | «Портленд Вінтергокс»     | ЗХЛ          | 55  | 41  | 29  | 70  | 68  | 21 | 9  | 18 | 27 | 30 |
| 2011–12      | «Нью-Йорк Айлендерс»      | НХЛ          | 55  | 1   | 0   | 1   | 12  | —  | —  | —  | —  | —  |
| 2011–12      | «Бріджпорт Саунд Тайгерс» | АХЛ          | 6   | 3   | 1   | 4   | 4   | —  | —  | —  | —  | —  |
| 2012–13      | «Бріджпорт Саунд Тайгерс» | АХЛ          | 74  | 28  | 22  | 50  | 38  | —  | —  | —  | —  | —  |
| 2013–14      | «Міннесота Вайлд»         | НХЛ          | 81  | 14  | 22  | 36  | 44  | 13 | 3  | 3  | 6  | 8  |
| 2014–15      | «Міннесота Вайлд»         | НХЛ          | 80  | 24  | 13  | 37  | 28  | 10 | 4  | 1  | 5  | 10 |
| 2015–16      | «Міннесота Вайлд»         | НХЛ          | 82  | 20  | 23  | 43  | 36  | 6  | 1  | 5  | 6  | 4  |
| 2016–17      | «Міннесота Вайлд»         | НХЛ          | 82  | 25  | 32  | 57  | 53  | 5  | 0  | 1  | 1  | 2  |
| 2017–18      | «Міннесота Вайлд»         | НХЛ          | 63  | 18  | 14  | 32  | 36  | 5  | 0  | 0  | 0  | 0  |
| 2018–19      | «Міннесота Вайлд»         | НХЛ          | 46  | 9   | 14  | 23  | 10  | —  | —  | —  | —  | —  |
| 2018–19      | «Кароліна Гаррікейнс»     | НХЛ          | 36  | 14  | 16  | 30  | 20  | 15 | 1  | 3  | 4  | 12 |
| 2019–20      | «Кароліна Гаррікейнс»     | НХЛ          | 67  | 11  | 18  | 29  | 42  | 7  | 1  | 1  | 2  | 2  |
| 2020–21      | «Кароліна Гаррікейнс»     | НХЛ          | 56  | 20  | 14  | 34  | 29  | 7  | 1  | 0  | 1  | 8  |
| 2021–22      | «Кароліна Гаррікейнс»     | НХЛ          | 75  | 24  | 20  | 44  | 34  | 14 | 4  | 1  | 5  | 10 |
| 2022–23      | «Нашвілл Предаторс»       | НХЛ          | 56  | 18  | 10  | 28  | 16  | —  | —  | —  | —  | —  |
| 2022–23      | «Вінніпег Джетс»          | НХЛ          | 22  | 6   | 7   | 13  | 6   | 5  | 1  | 3  | 4  | 2  |
| 2023–24      | «Вінніпег Джетс»          | НХЛ          | 77  | 18  | 16  | 34  | 34  | 5  | 0  | 2  | 2  | 4  |
| Усього в НХЛ | Усього в НХЛ              | Усього в НХЛ | 887 | 223 | 220 | 443 | 408 | 92 | 16 | 20 | 36 | 62 |

### Збірна
| Рік                | Команда            | Турнір             | І  | Г  | П  | О  | ШХ |
| ------------------ | ------------------ | ------------------ | -- | -- | -- | -- | -- |
| 2008               | Швейцарія          | ЮЧС                | 6  | 1  | 1  | 2  | 2  |
| 2009               | Швейцарія          | ЮЧС                | 6  | 3  | 3  | 6  | 16 |
| 2010               | Швейцарія          | МЧС                | 7  | 6  | 4  | 10 | 10 |
| 2010               | Швейцарія          | ЧС                 | 4  | 0  | 0  | 0  | 4  |
| 2011               | Швейцарія          | МЧС                | 6  | 2  | 2  | 4  | 12 |
| 2012               | Швейцарія          | ЧС                 | 6  | 0  | 0  | 0  | 2  |
| 2013               | Швейцарія          | ЧС                 | 10 | 5  | 3  | 8  | 2  |
| 2014               | Швейцарія          | ОІ                 | 4  | 0  | 0  | 0  | 2  |
| 2016               | Швейцарія          | ЧС                 | 7  | 3  | 3  | 6  | 2  |
| 2016               | Європа             | КС                 | 6  | 0  | 1  | 1  | 2  |
| 2018               | Швейцарія          | ЧС                 | 10 | 4  | 5  | 9  | 10 |
| 2019               | Швейцарія          | ЧС                 | 2  | 1  | 1  | 2  | 0  |
| 2023               | Швейцарія          | ЧС                 | 7  | 4  | 1  | 5  | 2  |
| 2024               | Швейцарія          | ЧС                 | 10 | 3  | 4  | 7  | 2  |
| Молодіжна збірна   | Молодіжна збірна   | Молодіжна збірна   | 25 | 12 | 10 | 22 | 40 |
| Національна збірна | Національна збірна | Національна збірна | 66 | 20 | 18 | 38 | 28 |